# Centre Eaton Toronto
Le Toronto Eaton Centre est le plus grand centre commercial et complexe de bureau du centre-ville de Toronto, en Ontario. Il a été nommé d'après Eaton, la plus grande chaîne de grands magasins du Canada, désormais disparue. Sur le plan de la fréquentation, le centre est l'une des attractions majeures de Toronto, avec environ un million de visiteurs chaque semaine. C'est le centre commercial le plus vaste de tout l'est canadien, et le troisième sur l'ensemble du pays.
Il est relié à Yonge Street à l'est, à Queen Street West au sud, à Dundas Street West au nord et à l'ouest à James Street et Trinity Square. À l'intérieur, il est relié au réseau pédestre souterrain PATH et est desservi par deux arrêts du métro de Toronto, via la ligne Yonge-University-Spadina : la station Dundas et la station Queen.
Le complexe héberge trois bâtiments de bureaux (au 20 Queen Street West, 250 Yonge Street and 1 Dundas Street West) ainsi que l'Université Ryerson. Il est également relié à l'hôtel Marriott ainsi qu'au plus grand magasin du Canada de la compagnie La Baie.

## Histoire

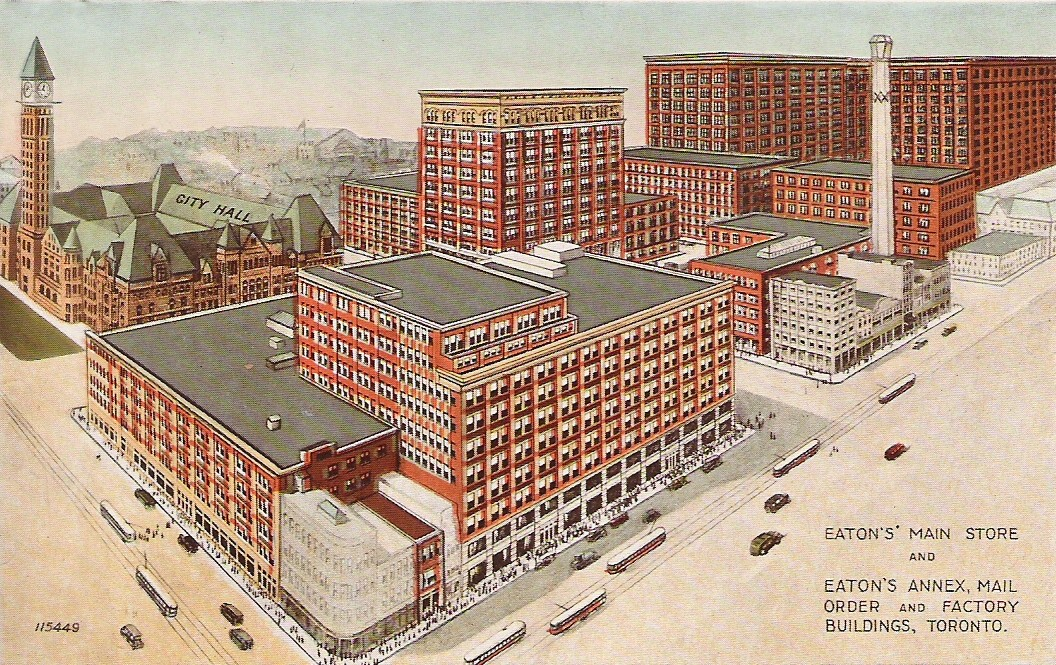
Les différents bâtiments d'Eaton sur Yonge et Queen Streets en 1920, illustrant les possessions de Eaton sur ce qui allait devenir l'actuel Centre Eaton.

Timothy Eaton né à Ballymena, Antrim, Irlande du Nord, fonda une mercerie sur Yonge Street au XIXe siècle, et ce petit commerce révolutionna le commerce au Canada, devenant la plus grande enseigne de grands magasins du pays. Au XXe siècle, la chaîne Eaton devint propriétaire de la plupart des terrains reliés par Yonge, Queen, Bay et Dundas Street, à l'exception de l'ancien hôtel de ville et de l'église de la Sainte-Trinité. Le terrain détenu par Eaton, autrefois l'emplacement du premier magasin de Timothy Eaton, était occupé par le magasin principal de Eaton, par l'Annexe Eaton, et nombre de bâtiments de ventes par correspondance ou d'usines. La compagnie Eaton voulu faire meilleur usage des terrains qu'elle détenait dans le centre-ville. Plus particulièrement, la chaîne voulait construire un nouveau grand magasin afin de remplacer le vieux magasin principal de Yonge et Queen Street, et celui de College Street au nord.
Au milieu des années 1960, Eaton annonça un projet pour construire un complexe massif mêlant centre commercial et bureaux, qui occuperait plusieurs quartiers. Les plans initiaux envisageait la démolition de l'ancien hôtel de ville (à l'exception de la tour de l'horloge et du cénotaphe) et de l'église de la Sainte Trinité, ainsi que la fermeture de plusieurs petites rues à l'intérieur de ces quartiers (Albert Street, Louisa Street, Terauley Street, James Street, Albert Lane, Downey's Lane et Trinity Square). Pendant un instant, même la tour de l'horloge fut envisagée à la démolition. Après un débat intense sur le destin de l'ancien hôtel de ville et de l'église, Eaton mit son plan de côté en 1967.
Ceux-ci ressuscitèrent en 1971, bien qu'ils prévoyaient la sauvegarde de l'ancien hôtel de ville. Cependant, la controverse éclata de nouveau alors que la congrégation de l'église de la Sainte Trinité manifestait son désir grandissant de combattre le projet de démolition de l'église. Les plans du Centre Eaton furent révisés afin de sauvegarder à la fois l'hôtel de ville et l'église, et furent révisés à nouveau quand les paroissiens de la Sainte-Trinité se battirent avec succès pour s'assurer que le projet n'empêchera pas la lumière du soleil de pénétrer dans l'église. 
De ces amendements aux plans initiaux résultèrent trois changements significatifs par rapport au projet des années 1960. Premièrement, le nouveau magasin Eaton fut déplacé au nord vers Dundas Street, le nouveau magasin aurait été trop large pour s'accommoder de sa position initiale sur Queen Street en raison de la sauvegarde de l'ancien hôtel de ville. Le second changement fut la réduction de la taille des bureaux, le projet ne représentant plus alors une tentative d'extension du centre financier au nord de Queen Street, comme la famille Eaton l'avait envisagée à l'origine dans les années 1960. Enfin, le cœur du centre fut déplacé à l'est vers la façade de Yonge Street, et le complexe conçut pour qu'il n'y ait plus de façades le long de Bay Street. L'ancien hôtel de ville et l'église furent sauvés, ainsi que le siège social de l'Armée du salut en raison de son emplacement entre les deux monuments préservés (le bâtiment fut cependant démoli à la fin des années 1990 pour laisser place à une extension du Centre Eaton).

## Construction

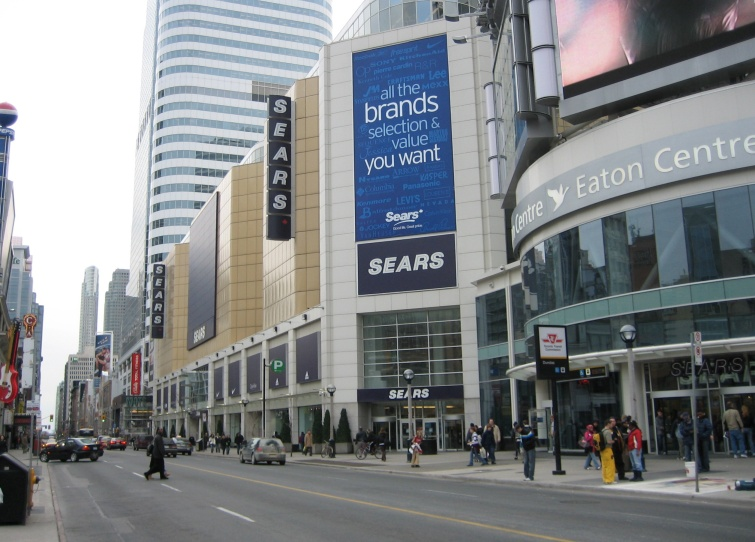
Le Centre Eaton, vue vers le sud, le long de la rue Yonge.

Eaton s'associa avec l'entreprise de développement Cadillac Fairview et la Banque Toronto-Dominion pour la construction du Centre Eaton. Le complexe fut conçu par Eberhard Zeidler et Bregman + Hamann Architects comme une centre à plusieurs étages, avec une galerie de verre voutée s'inspirant de la Galerie Vittorio Emanuele II à Milan, en Italie. À cette époque, le design intérieur du Centre Eaton fut considéré comme révolutionnaire, influençant l'architecture des centres commerciaux à travers toute l'Amérique du Nord.
Le Centre Eaton fut un des premiers centres commerciaux en centre ville de l'Amérique du Nord. La première phase, incluant le magasin Eaton de neuf étages sur 100 000 mètres carrés, ouvrit en 1977. Le mur temporaire au sud fut couvert de miroirs sur toute sa hauteur afin de laisser présager ce à quoi ressemblerait la galerie complète. Le vieux magasin Eaton sur Yonge et Queen fut ensuite démoli, et la moitié sud du complexe ouvrit à sa place en 1979. La même année, l'extrémité nord du complexe hébergea un cinéma multiplexe, Cineplex, à l'époque le plus grand du monde avec 18 salles de projection.  

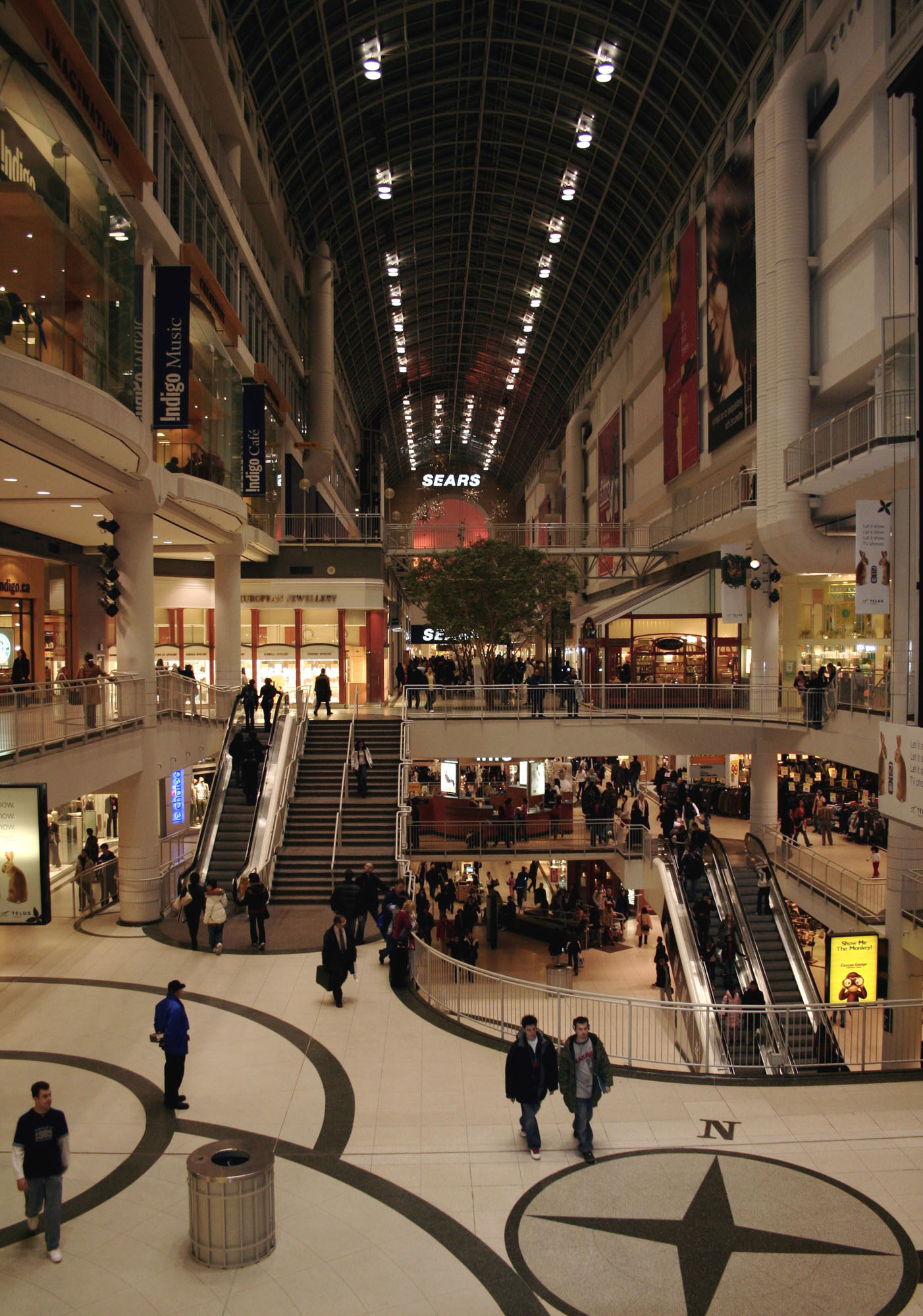
Intérieur soir du Centre Eaton, vue du milieu du centre, orienté vers le nord.

Les rues Terauley Street, Louisa Street, Downey's Lane and Albert Lane furent fermées et disparurent de la carte pour faire place au nouveau complexe. Albert Street et James Street furent préservées seulement du fait que leurs façades entourent l'ancien hôtel de ville (cependant, la ville de Toronto exigea que les piétons puissent traverser le centre à l'endroit où se prolongeait Albert Street, à tout moment de la journée, 24 heures sur 24, et 7 jours sur 7. Les piétons peuvent encore apprécier ce droit de nos jours). Trinity Square perdit son accès à Yonge Street, et devint une zone exclusivement piétonne avec un accès via Bay Street.
Beaucoup d'urbanistes et de designers se sont plaints du design extérieur du Centre Eaton. Le complexe s'était concentré sur l'intérieur, avec peu de magasins reliés à la rue, de vitrines, ou même d'entrées au centre commercial pour animer les extérieurs. La plupart de la façade de Yonge Street, faisant face à ce qui était autrefois une des rues les plus commerçantes de Toronto, était dominée par un parking. 
Les bureaux du complexe ont été construits au fur et à mesure des années :
- "One Dundas West" (29 étages) en 1977, créé par Bregman + Hamann Architects et Eberhard Zeidler;
- "Cadillac Fairview Tower" (36 étages) en 1982, créé par Bregman + Hamann Architects, et Zeidler Partnership Architects[2];
- "250 Yonge Street" (ancienne Tour Eaton) (35 étages) en 1992, créé par Zeidler Partnership Architects, et Crang & Boake.

## Fusillade de juin 2012
Le 2 juin 2012 (18h23), le Centre Eaton a été le théâtre d'une fusillade prenant place dans l'aire de restauration "Urban Eatery" et faisant un mort et sept blessés.